# Паранеи
Паранеи — село в Атяшевском районе Мордовии. Входит в состав Сабанчеевского сельского поселения.

## История
В «Списке населённых мест Симбирской губернии за 1863» Паранеи владельческое село из 128 дворов в Алатырском уезде.

## Население
| 2002 | 2010 |
| ---- | ---- |
| 54   | ↘35  |

Национальный состав
Согласно результатам Всероссийской переписи населения 2002 года, в национальной структуре населения русские составляли 98 %.